# Пануче Камара
Пануче Камара (порт. Panutche Camara, нар. 28 лютого 1997, Канчунго) — футболіст Гвінеї-Бісау, півзахисник англійського клубу «Плімут» і національної збірної Гвінеї-Бісау.

## Клубна кар'єра
Народився 28 лютого 1997 року в селищі Канчунго. Займався футболом в академіях португальських клубів «Лореш» і «Віторія» (Гімарайнш), а з 2016 року — англійського «Барнслі».
У дорослому футболі дебютував 2017 року виступами за команду «Далвіч Гамлет», а того ж року продовжив виступи в лавах «Кроулі Таун», команди Другої футбольної ліги Англії.
У серпні 2020 року перейшов до першолігового «Плімута».

## Виступи за збірну
2022 року дебютував в офіційних матчах у складі національної збірної Гвінеї-Бісау.
У складі збірної був учасником Кубка африканських націй 2021 року, що проходив на початку 2022 року в Камеруні, де взяв уасть в усіх трьох іграх групового етапу.
| Дата      | Місто | Господарі    | Результат | Гості        | Турнір                                   | Голи | Примітки |
| --------- | ----- | ------------ | --------- | ------------ | ---------------------------------------- | ---- | -------- |
| 11-1-2022 | Гаруа | Судан        | 0 – 0     | Гвінея-Бісау | Кубок африканських націй 2021 - 1-й етап | -    | 85'      |
| 15-1-2022 | Гаруа | Гвінея-Бісау | 0 – 1     | Єгипет       | Кубок африканських націй 2021 - 1-й етап | -    | 88'      |
| 19-1-2022 | Гаруа | Гвінея-Бісау | 0 – 2     | Нігерія      | Кубок африканських націй 2021 - 1-й етап | -    | 70'      |
| Усього    |       | Матчів       | 3         |              | Голів                                    | 0    |          |